# Análise visual
Análise Visual (ou Visual Analytics) é a ciência de raciocínio analítico facilitada por interfaces homem-máquina interativas . Especificamente, combina técnicas automáticas de análise com visualização interativa para um efetivo entendimento, razão e decisão com base em conjuntos de dados muito grandes e complexos. 

## Introdução
O objetivo dessa ciência é a criação de ferramentas e técnicas para capacitar pessoas para:
- Sintetizar informações e proporcionar uma visualização de dados massivos, dinâmicos, ambíguos e frequentemente conflitantes;
- Detectar o esperado e descobrir o inesperado;
- Prover avaliações fáceis de compreender e provar;
- Comunicar estas avaliações por meio de ações efetivas.

A utilização da Análise Visual é essencial em áreas nas quais um grande volume de informações precisa ser processado e analisado. 
O campo disciplinar da astrofísica, por exemplo, oferece muitas oportunidades para uso da mesma. Tal área do conhecimento se depara, muitas vezes, com a necessidade de analisar de grandes volumes de dados não estruturados, de diferentes visões do espaço. Tais dados cobrem todo o espectro de frequência e geram terabytes de dados, que podem ser gravados e posteriormente analisados. 
Com técnicas comuns de análise de dados, astrônomos podem separar partes relevantes de outras similares ou complexas e entendimento acerca do universo. A abordagem de Análise Visual auxilia nos processos de identificação de fenômenos dentro de grandes volumes de dados dinâmicos, que não são encontrados em algoritmos padrão. Monitorar o clima e o tempo é também domínio que envolve grandes quantidades de dados coletados por sensores do mundo e satélites em um curto intervalo de tempo.
Muitos pesquisadores demonstram interesse pela Análise Visual, devido sua condição de ser uma ciência interdisciplinar, que engloba estatística, matemática, representação do conhecimento, ciências cognitivas e de percepção, formas de representação visual, entre outras. A pesquisa nesta área é consideravelmente desafiadora, pois novas aplicações impõem novos requisitos, enquanto aumenta a quantidade e complexidade das informações a serem analisadas.

## Histórico
Stephen Few apresenta a história da área na seguinte forma:
Apesar do desenvolvimento em visualização de dados datar do século II, a maioria do desenvolvimento nesta área ocorreu apenas nos últimos 40 anos.
Preservada desde o século II, uma tabela foi encontrada para organizar informações astronômicas como ferramenta para navegação. Essa tabela, em sua forma primária, já possuía propriedades visuais como: alinhamento, linhas e colunas.
A representação de dados quantitativos usando coordenadas escalares (a forma mais comum de gráfico usada) surgiu somente no século XVII. René Descartes criou este método para realizar cálculos baseados em um sistema de coordenadas.
Ao final do século XVIII, começaram a surgir muitos dos gráficos usados até hoje, incluindo gráficos de barra e de pizza, inventados ou aprimorados por William Playfair, cientista social da Escócia. No início do século XX, estas técnicas foram academicamente reconhecidas e cursos foram introduzidos, inicialmente na Universidade do Estado de Iowa.
No final do século XX, em 1977, o professor John Tukey, de Princeton, desenvolveu uma nova abordagem para explorar e analisar dados, chamada de “Análise de dados exploratória” (Exploratory data analysis). Em 1983, Edward Tufte publicou o “The Visual Display of Quantitative Information”, que mostrava maneiras efetivas de demonstrar dados visualmente, comparando com as formas mais comuns utilizadas, não tão efetivas.
Em 1984, o Apple Computer foi o primeiro computador popular focado em gráficos como modo de interação. Com a disponibilidade desta ferramenta surge um novo campo de pesquisa no mundo acadêmico: Visualização de Informação.
Atualmente, visualização de dados se estabeleceu como uma área de estudo na esfera acadêmica. As universidades atuais possuem membros especializados em visualização e programas para ensino e uso, por seus alunos, para pesquisa e prototipação. Essa comunidade se estende para além do campo da ciência da computação, chegando em disciplinas como psicologia ou empreendedorismo.
Infelizmente, junto à essa grande popularização da visualização de dados, ocorre também usos incorretos e ineficientes dessas ferramentas, mostrando falsas informações e dados irrelevantes como se fossem certos e significativos - às vezes pelos próprios vendedores dessas ferramentas.  Mostra-se, assim, a necessidade de uma aprendizagem mais profunda sobre a sintaxe e a semântica da visualização, o que requer esforço e recursos.
Algumas tendências atuais incluem a interação direta com a visualização, filtrando dados irrelevantes para melhor compreender e destacar aquilo que é relevante. Outra tendência é e a visualização de gráficos diversos, contendo diferentes informações sobre um mesmo conjunto de dados ou diferentes modos de visualização deste conjunto.
A história da visualização de dados também pode ser dividida em marcos, conforme descrito a seguir.

### Pré século XVII: Primeiros gráficos e diagramas
- Mesas com as posições das estrelas e de outros corpos celestiais
- Mapas de navegação e exploração
- Sistema de coordenadas dos egípcios
- Mapa com projeção esférica da terra em latitude e longitude
- Gráfico das posições dos planetas
- Plotagem de funções matemáticas
- Técnicas para observação e medição de quantidades físicas e de posições geográficas

### 1600–1699: Medição e Teoria
- Medição física (tempo, distância e espaço) para astronomia, pesquisa, criação de mapas, navegação e expansão territorial
- Geometria analítica
- Sistemas de coordenadas
- Teorias de erros de medição e estimativa
- Teoria da probabilidade
- Estatísticas demográficas
- Princípio dos “pequenos múltiplos”: mudança das manchas solares pelo tempo
- Dados estatísticos
- “Aritmética política”: informar o estado sobre questões relacionadas a riqueza, população, terras agrícolas, taxas, etc.
- Função de distribuição contínua
- Mapa do tempo
- Dados reais, teorias e ideias de representação visual
- Início do pensamento visual

### 1700–1799: Novas formas de gráficos
- Cartografia: novas representações (isolinhas e contornos)
- Mapeamento temático de dados geológicos, econômicos e médicos
- Gráficos abstratos
- Linhas do tempo
- Uso de figuras geométricas (quadrados e retângulos) e cartogramas para comparar áreas ou quantidades demográficas
- Inovação tecnológica para produção e disseminação de trabalhos gráficos: impressão colorida e litografia
- Ajuste de curvas e interpolação a partir de pontos (exemplo: temperatura)
- Gráficos de linha, barra e pizza e séries temporais paralelas (William Playfair)
- Invenção e comercialização de papel gráfico

### 1800–1850: Começo dos gráficos modernos
- Gráficos estatísticos: barra, setores (ou de "pizza"), histogramas, linha, séries temporais, contorno, dispersão, etc.
- Variedade de tópicos: econômico, social, moral, médico, físico, etc.
- Análise de fenômenos naturais e físicos: magnetismo, clima, maré, etc.
- Mapa geológico
- Mapa coroplético: sombreamentos contínuos (do branco para o preto)
- Utilização de gráficos para estudar crimes: conclusão de que a maneira de reduzir a criminalidade seria melhorando a educação (Andre-Michel Guerry)
- Epidemias de cólera: mapa de pontos com as regiões afetadas (Dr. John Snow)
- Utilização de gráficos para planejamento econômico e estatal.

### 1850–1900: A “Era de Ouro” dos gráficos estatísticos
- Na primeira metade do século XIX, houve um aumento significativo de gráficos estatísticos.
- Criação das formas modernas de representação gráfica: barras, histogramas, gráficos de pizza, gráficos temporais, entre outros.
- Chamado de “Golden Age” devido as inúmeras inovações da época.
- Gráficos foram criados para facilitar o entendimento de grandes quantidades de dados da época, como mapas e representações de dados estatísticos.

### 1900–1950: As eras modernas
- Crescimento da quantificação e de modelos formais
- Gráficos estatísticos se tornaram convencionais
- Métodos de suavização em gráficos de séries temporais
- “Diagrama da borboleta”: mudança das manchas solares pelo tempo (por E. W. Maunder)
- Diagrama de Hertzsprung-Russell: gráfico log-log da luminosidade como uma função de temperatura para estrelas
- Descoberta do número atômico (Henry Moseley)
- Início das comparações experimentais da eficácia de gráficos
- Criação de padrões e regras para representações gráficas (Joint Committee on Standards for Graphic Presentation)
- Novas ideias e métodos para dados multidimensionais (Plano 2D)

### 1950–1975: Renascimento da visualização de dados
- Houve um renascimento da visualização de dados devido ao reconhecimento como um campo de estudo à parte da matemática estatística
- Uso de representações de dados multidimensionais
- Uso de representações para elementos químicos
- Iniciou-se o uso de processamento computacional para dados estatísticos com o advento do Fortran.
- Inicia as pesquisas em ciência da computação (ferramentas de software, linguagem C, UNIX, etc.)
- Uso de ferramentas de entrada e visualização (mouse, monitores e terminais gráficos. etc.)
- No final desta era, apareceram os gráficos GIS, 2D e 3D.

### 1975–presente:High-D, Visualização interativa e dinâmica de dados
- A visualização de dados amadureceu e cresceu tornando-se uma área de pesquisas multidisciplinar;
- A invenção (ou reinvenção) de técnicas para gráficos discretos e categóricos;
- Aplicação de métodos de visualização que expandiram as fronteiras de resolução de problemas e estruturas de dados, aumentando a atenção nas áreas cognitivas e de percepção humana na visualização de dados;
- Uso da análise de dados em diversas áreas tradicionais da ciências, tais como biologia, química, astronomia, etc., fazem uso e incitam o desenvolvimento de técnicas de visualização;
- Crescimento de softwares comerciais e não comerciais de busca, mineração e apresentação de dados, ajudando a compreensão humana no entendimento e tomada de decisões.

## Escopo
Análise Visual é um campo multidisciplinar que integra ciência e tecnologia de muitas áreas. Contudo, há quem a defina como sendo uma composição de três diferentes áreas: visualização gráfica, interação e análise de dados.

A figura a seguir mostra as áreas de pesquisa relacionadas à Análise Visual.  Além da visualização e da análise de dados, a interação incluindo as áreas de cognição e percepção, possuem um papel muito importante no que diz respeito à comunicação entre humanos e computadores. Já a visualização está relacionada com as áreas de Visualização de Informações e Computação Gráfica. A análise de dados está relacionada com técnicas e metodologias de gerenciamento de dados, representação do conhecimento e mineração de dados.

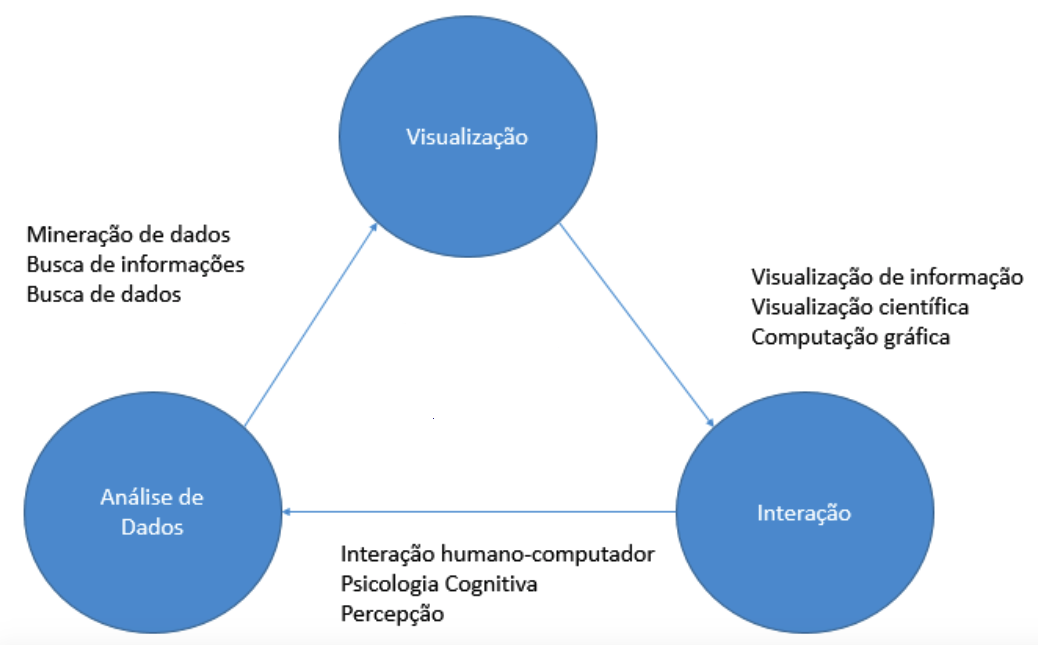
Análise de Dados, Visualização e Interação.

As áreas de interesse da Análise Visual incluem:
- Formas de análise que permitem a obtenção de informações que ajudam na avaliação, planejamento e tomadas de decisão;
- Técnicas que suportam a produção, apresentação e disseminação de resultados de uma análise, ajudando a fazer uma comunicação eficiente para múltiplas audiências;
- Representação visual e técnicas de interação criadas para facilitar o entendimento humano quando há uma grande quantidade de dados, dando condições de visualizar, explorar e analisar de uma forma mais simples estes dados.

## Exemplos de Aplicações
Análise visual é essencial quando há grande processamento e análise de informações. Alguns exemplos de grandes áreas que se beneficiam desta área de pesquisa são apresentados a seguir.
- Física e Astronomia. Na astrofísica há grandes oportunidades para aplicação de técnicas de análise visual: grande volume de dados desestruturados, originados de diferentes direções do espaço e convergindo para toda a frequência do espectro [2].
- Monitoramento do Clima e Tempo:  A análise visual pode ajudar a interpretar o volume de dados provenientes dos satélites, auxiliando, por exemplo, na previsão do tempo, na verificação do aquecimento global e no fornecimento de alerta de tsunami [2].
- Medicina: análise visual de regiões de interesse e análise visual proteomica (proteínas em uma célula).
- Mercado Financeiro: Há grande volume de dados em transações financeiras, cuja interpretação pode ser facilitada pelas técnicas de análise visual.
- Estudos Culturais da Imagem: análises de grandes quantidades de imagens vinculadas através de redes sociais[9].

Com o aumento de dados disponíveis nos últimos anos, oriundos de diversas fontes e sensores, aumentou também a quantidade de trabalhos de análise visual. Alguns exemplos são mostrados a seguir.
- Visualization Support for Comparing Energy Consumption Data[10]: visualização aplicada a análise de consumo de energia elétrica por dispositivo, por pessoa e por grupo de pessoas.
- Visual Analytics for Fraud Detection and Monitoring[11]: análise visual aplicada a transações financeiras, afim de monitorar e dectar fraudes.
- A Visual Tool to Help Select Photogenic Locations[12]: visualização para ajudar fotógrafos amadores na decisão de encontrar locais mais fotogênicos para visitar.
- FPSSeer: Visual Analysis of Game Frame Rate Data[13]: apresenta um sistema de análise visual para auxiliar designers de jogos a analisar a taxa de frames que está sendo mostrado, já que isto influencia diretamente na jogabilidade e diversão.
- CosMovis: Semantic Network Visualization by Using Sentiment Words of Movie Review Data[14]: permite aos usuários descobrir um filme para assistir baseado em palavras relacionadas a sentimentos (triste, tocante, chato, impressionante, etc).

## Sistemas
Sistemas de análise visual podem ser classificados como:
Existem diversos toolkits de código aberto para análise visual, cada um cobrindo um conjunto específico de funcionalidades para visualização, análise e interação. Alguns destes toolkits são:
- InfoVis Toolkit[16];
- Prefuse[17];
- Improvise[18];
- JUNG[19];
- Vizydrop[20];
- D3[21][22].

Uma outra alternativa é utilizar sistemas que possuem as funcionalidades requeridas, podendo funcionar de forma standalone ou integrando-se a uma infraestrutura de informação existente. Sistemas comerciais requerem pouca ou nenhuma configuração para se tornarem operacionais. Exemplos são:
- Tableau[23];
- Spotfire[24];
- QlikView[25];
- SAS[26];
- JMP[27].

## Conferências e Periódicos
- Conferências [ Qualis ]:
  - IEEE Visual Analytics Science and Technology (VAST) [B1];
  - IEEE Information Visualization (IV) [B1];
  - IEEE Pacific Visualization Symposium (PacificVis) [B3];
    - Eventos associados:
      - Workshop on Biological Data Visualization (BioVis) [-];
      - Symposium on Large Data Analysis and Visualization (LDAV) [-];

  - Eurographics/IEEE-VGTC Symposium on Visualization [B1];
  - Theory and Applications of Visual Analytics (TAVA) [-];
  - Visual Analytics Summer School (UKVAC) [-];
  - Interactive Visual Analysis of Data (SIGRAD) [-];
  - International Conference on Visual Information Systems (VISUAL) [B2];
  - Conference on Graphics, Patterns and Images (SIBGRAPI) [B1];
- Periódicos [ Qualis ]:
  - IEEE Transactions on Visualization and Computer Graphics [A1];
  - The Visual Computer [B1];
  - Journal of Visualization [B3];

## Outras Leituras
- Livros
  - VisMaster: Visual Analytics – Mastering the Information Age
- Links
  - Google Analytics;
  - Wicked problem;
  - 15 most common types of data visualization
  - 8 More Common Types of Data Visualization
  - The Data Visualization Catalogue
  - Data Visualization Gallery
  - 11 essential features that visual analysis tools should have
  - SAS vs. R (vs. Python) – which tool should I learn?
  - Exemplos de utilização de análise visual dentro das ciências humanas e estudos culturais.